# Jarle Halsnes
Jarle Halsnes (* 4. Mai 1957 in Sauda) ist ein ehemaliger norwegischer Skirennläufer. Er war auf die Disziplinen Riesenslalom und Slalom spezialisiert.

## Biografie
Halsnes machte erstmals 1978 auf sich aufmerksam, als er den norwegischen Meistertitel im Riesenslalom gewann. In der Saison 1978/79 des Europacups entschied er die Gesamtwertung für sich und belegte den zweiten Platz in der Riesenslalomwertung. Die ersten Punkte in einem Weltcuprennen gewann er 8. Dezember 1979 als Siebter des Riesenslaloms von Val-d’Isère. In diesem Winter folgten drei weitere Top-10-Ergebnisse, darunter ein dritter Platz im Riesenslalom von Waterville Valley am 26. Februar. Bei den Olympischen Winterspielen 1980 wurde er 11. im Riesenslalom und 16. im Slalom.
Erfolgreich verlief für Halsnes die Weltcupsaison 1980/81. In je sechs Riesenslalom- und Slalomrennen fuhr er unter die besten zehn. Den Slalom von St. Anton am Arlberg am 1. Februar 1980 beendete er als Dritter, womit er seine zweite Podestplatzierung erzielte. In der Weltcupsaison 1981/82 konnte Halsnes dieses Niveau nicht ganz erreichen. Ein sechster Platz blieb sein bestes Ergebnis, ansonsten klassierte er sich achtmal zwischen Platz 10 und 14. Bei den Weltmeisterschaften 1982 fuhr er zweimal auf Platz 11. Nach dem Gewinn des zweiten norwegischen Riesenslalom-Meistertitels trat Halsnes vom Spitzensport zurück.

## Erfolge

### Olympische Spiele
- Lake Placid 1980: 11. Riesenslalom, 16. Slalom

### Weltmeisterschaften
- Schladming 1982: 11. Riesenslalom, 11. Slalom

### Weltcup
- Saison 1979/80: 7. Riesenslalomwertung
- Saison 1980/81: 10. Riesenslalomwertung, 10. Slalomwertung
- 19 Platzierungen unter den besten zehn, davon 2 dritte Plätze

### Sonstiges
- Europacup Saison 1978/79: 1. Gesamtwertung, 2. Riesenslalomwertung
- 2 norwegische Meistertitel (Riesenslalom 1978 und 1982)